# Kryptopterus lumholtzi
Kryptopterus lumholtzi es una especie de pez de la familia Siluridae en el orden de los Siluriformes.

## Morfología
• Los machos pueden llegar alcanzar los 21 cm de longitud total.

## Distribución geográfica
Se encuentra al este de Borneo.